# Halina Flis-Kuczyńska
Halina Flis-Kuczyńska (ur. 7 stycznia 1942 we wsi Dąbrowa na Lubelszczyźnie) – polska dziennikarka, autorka bajek i tłumaczka.

## Biografia[4]
Debiutowała w 1960 roku wierszem „Popatrzcie czasem na ziemię” w dodatku literackim Głosu Koszalińskiego. Maturę zdała w tym samym roku w Liceum im. Księżnej Jadwigi w Szczecinku. W 1965 ukończyła polonistykę na Uniwersytecie Warszawskim. W czasie studiów pracowała w gazecie „Gromada – Rolnik Polski” jako wolny strzelec, a potem, do 1981, jako dziennikarka etatowa. W latach siedemdziesiątych pisała o sprawach wiejskich do nielegalnego pisma „Robotnik”. Założycielka i przewodnicząca koła „Solidarności” w „Gromadzie-Rolniku Polskim”. Kierowała też do 13 grudnia 1981 Biuletynem Informacyjnym Ogólnopolskiego Komitetu Założycielskiego Solidarności Rolników Indywidualnych. W wyniku weryfikacji dziennikarzy w styczniu 1982 została zwolniona z pracy.
Od 1983 przebywała na emigracji we Francji. Od 1984 zaczęła współpracę z paryskim miesięcznikiem „Kontakt”. Zaczęła też pisać komentarze o rolnictwie i o Solidarności rolniczej dla Wolnej Europy, pod pseudonimem „Anna Kraśnicka”. Pod tym pseudonimem opublikowała też w Rozgłośni Polskiej Radia Wolna Europa cykl żartobliwych opowiadań Poeta liryczny w stanie wojennym dla redakcji młodzieżowej Rozgłośni” (wydanie książkowe: POBLIŻE Fundacja Działań Lokalnych 2020, ISBN 978-83-947-2334-7). Jest członkinią Stowarzyszenia Pracowników, Współpracowników i Przyjaciół Rozgłośni Polskiej Radia Wolna Europa Imienia Jana Nowaka-Jeziorańskiego w Warszawie.
Od stycznia 1986 kierowała przygotowanym przez siebie i wydawanym przez „Kontakt” angielskojęzycznym biuletynem „Polish Agriculture” informującym o rolnictwie i niezależnych inicjatywach na wsi. Wyszło 12 numerów. Rozsyłano go do 200 zachodnich ośrodków badawczych i gazet. Prenumeratorem był między innymi Uniwersytet Columbia.
Zajmowała się też kontaktami polskich związkowców rolniczych z francuskimi związkami zawodowymi, organizując przyjazdy związkowców do Francji. Od 1988 była przedstawicielką „Solidarności” Rolników Indywidualnych w Europie upoważnioną do reprezentowania jej interesów we współpracy ze związkami zawodowymi i organizacjami rolniczymi we Francji. O powrocie do kraju w 1990 zaczęła pracować dla MIRCEB, francuskiej organizacji gospodarczej z regionu Bretanii. Jednocześnie zajmowała się publicystyką pisząc do „Gazety Wyborczej i „Rzeczypospolitej”. Przetłumaczyła najpopularniejsze kolędy francuskie. Napisała książki dla dzieci takie jak: Skarby króla Dzierżykraja, Miesiące. Months of the year. Les Mois, Dwa zamki i Bajki babci Halusi.
Zasiadła w powołanej 22 maja 2016 radzie politycznej Partii Demokratycznej – demokraci.pl i powstałej z jej przekształcenia 12 listopada tego samego roku Unii Europejskich Demokratów. 23 czerwca 2018 weszła w skład Komitetu Obywatelskiego przy Lechu Wałęsie. W wyborach parlamentarnych w 2019 jako kandydatka UED w ramach Koalicji Polskiej startowała do Sejmu z listy PSL.

## Życie prywatne
Od 1966 żona Mariana Waldemara Kuczyńskiego, z którym ma troje dzieci; Macieja (1966), Dorotę (1969) i Natalię (1977).

## Publikacje
- Boże Narodzenie we Francji (przekład kolęd, Polihymnia 2001)
- Dwa Zamki, Polihymnia 2004[13]
- Skarby Króla Dzierżykraja, Polihymnia 2004[13]
- Bajki Babci Halusi, Biuro Kontaktów Międzynarodowych 2005[13]
- Miesiące – Months of the Year – Les Mois, Biuro Kontaktów Międzynarodowych. 2005[13]
- Smok Wawelski – The Wawel Dragon – Le Dragon de Wawel, Direction Pologne 2006

## Odznaczenia
- Krzyż Kawalerski Orderu Odrodzenia Polski (2014)[14][15] za wybitne zasługi w działalności na rzecz przemian demokratycznych w Polsce, za osiągnięcia w podejmowanej z pożytkiem dla kraju pracy zawodowej i społecznej[16]